# Homestead (Pennsylvania)
Homestead  è una borough degli Stati Uniti d'America, nella contea di Allegheny nello Stato della Pennsylvania. Secondo il censimento del 2000 la popolazione è di 3 569 abitanti.

## Storia
Nel 1940 si vide un aumento demografico improvviso dovuto alla presenza dell'industria siderurgica, per via delle preparazioni alla seconda guerra mondiale, alla fine di essa, con la crisi del settore vi fu una notevole diminuzione della popolazione del posto.

## Società

### Evoluzione demografica
La composizione etnica vede una prevalenza della razza afroamericana (51,30%) seguita da quella bianca (42,64%) e asiatica (2,83%), dati del 2000.
| borough di Homestead Popolazione |        |
| 1940                             | 19 041 |
| 2000                             | 3 569  |
| Stima al 01-07-07                | 3 518  |